# Park Narodowy Chimanimani
Park Narodowy Chimanimani – park narodowy w Zimbabwe. Jego powierzchnia to 17 110 ha. Park znany jest ze względu na charakterystyczny łańcuch górski (Góry Chimanimani), wyglądem przypominający mur. Łańcuch ten biegnie z północy na południe wzdłuż granicy Zimbabwe z Mozambikiem.
Krajobraz parku stanowią strome zbocza zbudowane z piaskowców, krystaliczne czyste rzeki, porośnięte sawannową roślinnością doliny oraz lasy kamiennych kolumn. Żyją tu rzadkie gatunki zwierząt, między innymi dujker modry i lampart. Największą atrakcją parku jest wznosząca się na wysokość 2436 m góra Binga, która właściwie leży na terytorium Mozambiku. Przy sprzyjającej pogodzie z jej szczytu widać Ocean Indyjski.